# Cherry Heering
Cherry Heering er en dansk dokumentarfilm fra 1939, der er instrueret af Theodor Christensen efter eget manuskript.

## Handling
En flaskepost fra en øde ø bringer meddelelse om, at den sidste flaske Heering er drukket. Det giver anledning til at fortælle, hvorfra Heering kommer, og hvordan den bliver lavet.